# Kamiennik Południowy
Kamiennik Południowy (827 m) – szczyt górski w Paśmie Lubomira i Łysiny. Znajduje się masywie o dwóch wierzchołkach: Kamiennik Południowy (827 m) oraz Kamiennik Północny (785 m). Masyw ten znajduje się w grzbiecie odbiegającym z Łysiny na północ, opadającym na Przełęcz Suchą (708 m), będącą wraz z doliną Kamieniczanki południowym ograniczeniem masywu. Od zachodu masyw opada w dolinę Trzemeśnianki, na północy opiera się on o Przełęcz Zasańską (410 m), natomiast na wschodzie o dolinę Krzyworzeki.
Od Suchej Przełęczy grzbiet Kamiennika przebiega na północ, wznosząc się ku szczytowi Kamiennika Południowego. Następnie stopniowo skręca w lewo, ku północnemu zachodowi. Obniża się na płytką przełęcz między wierzchołkami i osiąga Kamiennik Północny, skąd w kierunku północno-wschodnim odbiega grzbiet opadający na Zasańską Przełęcz, przechodzący dalej w Pasmo Glichowca. Masyw kończy się grzbietem opadającym na zachód, do doliny Trzemeśnianki. Powyżej 600 m, a na stokach zachodnich od 500 m Kamiennik jest porośnięty lasem. Stoki wschodnie i północne są w górnych partiach bardziej strome niż zachodnie, jednak niżej znacznie łagodnieją. Wschodnie zbocze przechodzi w płaski teren, ciągnący się aż do Krzyworzeki.
Kamiennik wraz z całym Pasmem Lubomira i Łysiny według Jerzego Kondrackiego należy do Beskidu Wyspowego. Na mapach i w przewodnikach turystycznych pasmo to zaliczane jest przeważnie do Beskidu Makowskiego, zwykle jednak opisywane jest właśnie razem z Beskidem Wyspowym.

## Szlaki turystyczne
Dobczyce – Zasańska Przełęcz – Kamiennik Południowy – Przełęcz Sucha – Łysina
 Myślenice-Zarabie – Chełm – Działek – Poręba – Kamiennik Północny – Kamiennik Południowy – Przełęcz Sucha – Schronisko PTTK na Kudłaczach.